# Кркњаш Мали
Кркњаш Мали је мало ненасељено острвце у хрватском делу Јадранског мора у акваторији Града Трогира.
Налази се источно од острва Дрвеника Велог и северно од острвца Кркњаша Велог.
Пловећи с Кркњаша Малог према југу се улази у Шолтански канал, према истоку се улази у Сплитски канал, а према северозападу, опловивши Дрвеник Вели, улази се у Дрвенички канал.
Површина острва износи 0,033 км². Дужина обалне линије је 0,72 км. . Највиши врх на острву је висок 12 метара.